# Шилянский, Дов
Дов Шилянский (ивр. דב שילנסקי‎; 21 марта 1924, Шяуляй, Литва — 9 декабря 2010, Тель-Авив, Израиль) — израильский политический и общественный деятель, видный адвокат, председатель кнессета.

## Биография
Дов Шилянский родился 21 марта 1924 года в городе Шяуляй в Литве.
В годы Второй мировой войны был членом подпольной антифашистской организации в шяуляйском гетто.
В 1948 году Дов Шилянский репатриировался в Страну Израиля на борту легендарного корабля Альталена. Принимал участие в Войне за независимость Израиля, вступил в Национальную Военную организацию,
В 1952 году полиция задержала Дова Шилянского в подвале МИД Израиля. У него обнаружили сумку с взрывчаткой. Шилянского обвинили в связи с организацией, протестовавшей против соглашения с Германией о выплатах компенсаций жертвам учинённого нацистами Холокоста. Его приговорили к 1 году и 9 месяцам тюрьмы, а сам судебный процесс вызвал немалые споры в Израиле. Шилянского защищал будущий депутат кнессета и министр юстиции Шмуэль Тамир. В тюрьме Шилянский написал две книги.
Окончил юридический факультет Иерусалимского университета, был членом Этической комиссии Ассоциации адвокатов Израиля.
В 1977 году Дов Шилянский был впервые избран в Кнессет по спискам партии Ликуд.
Был заместителем министра в правительствах Менахема Бегина и Ицхака Шамира.
В 1988 году избран Председателем Кнессета 12 созыва.
Будучи Председателем Кнессета, Дов Шилянский уделял большое внимание памяти евреев, погибших от рук нацистов, выступил с инициативой кампании «У каждого человека есть имя» (ивр. לכל איש יש שם)‎, в ходе которой депутаты Кнессета и члены молодёжных движений читают имена погибших. За эту деятельность Кнессет наградил Шилянского Почётной медалью (2009), тогда же он стал Почётным гражданином Тель-Авива.
Дов Шилянский был кандидатом на пост Президента Израиля (1993). Победил на выборах Эзер Вейцман.
В 1996 году Шилянский завершил свою политическую деятельность.
В 2004—2009 годах Дов Шилянский был председателем Совета директоров Еврейской поселенческой компании.
У Шилянского и его жены Рахели трое детей. Их старший сын Йосеф погиб во время прохождения резервистской службы в 1974 году.
Супруга Рахель умерла в 2008 году.
Дов Шилянский умер 9 декабря 2010 года.